# Lloque Jupanki

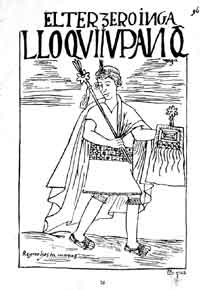
Lloque Yupanqui (rajz az El primer nueva corónica y buen gobierno-ból)

Lloque Jupanki (Lloq'e Yupanki) (? –), az inka birodalom harmadik uralkodója (sapa inka) volt. Akárcsak az apja, ő sem volt harcias, és nem adott hozzá földeket az inka tartományhoz. A Lloque név balkezest jelent. Kísérőinek elhanyagolása az ápolásában, ami balkezessé válásához vezetett, volt az oka annak, hogy ezt a nevet kapta. Volt egy testvére, Manco Sapaca.

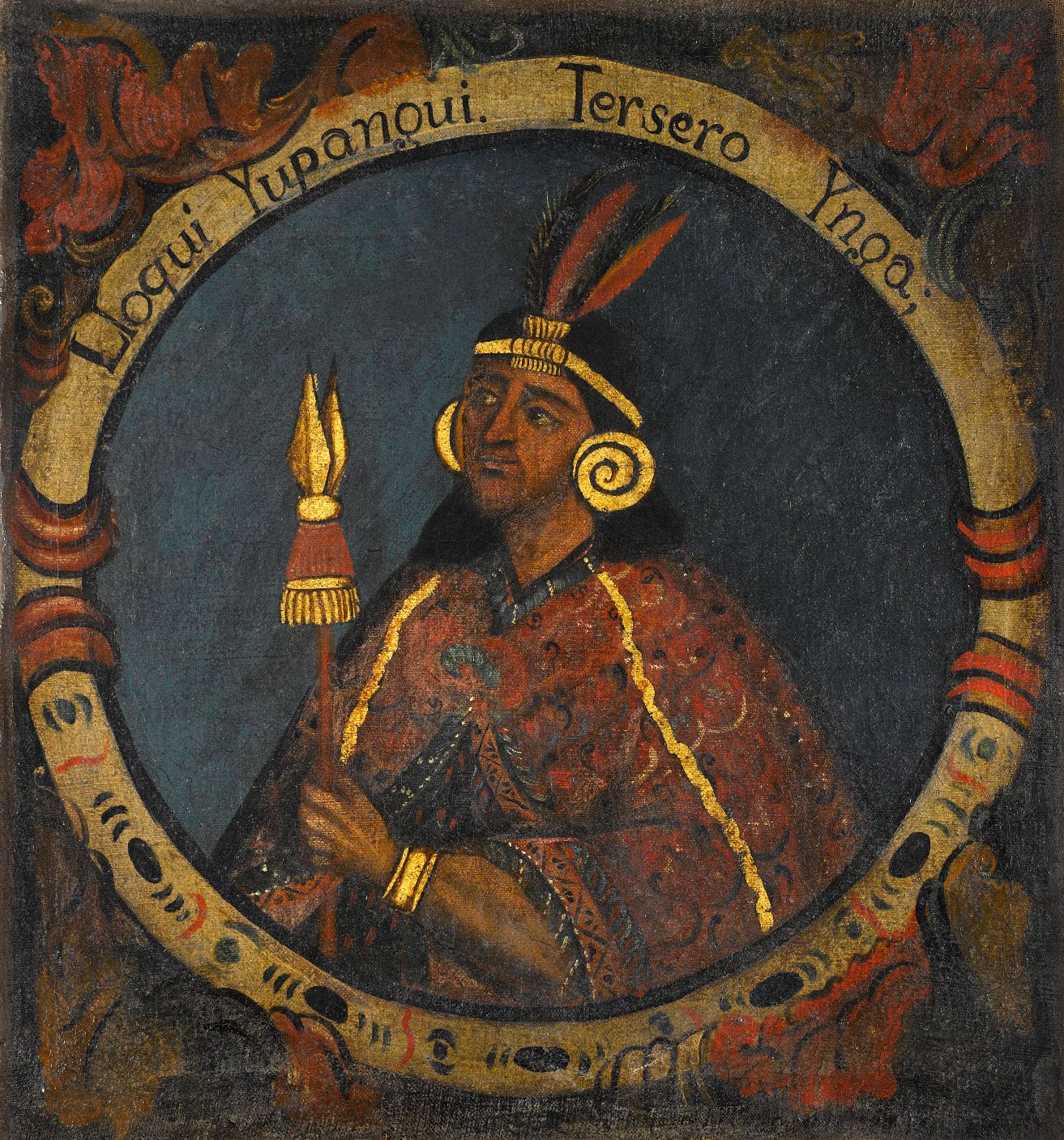
Lloque Jupanki

## Uralkodása

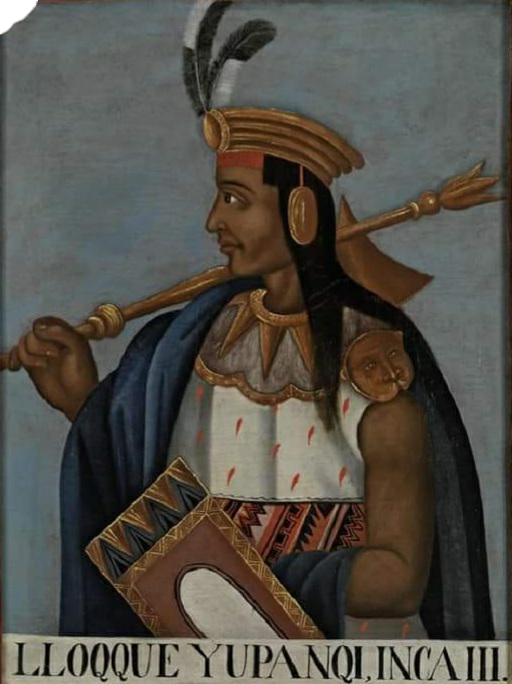
Lloque Yupanqui portréja

Alberto Tauro del Pino szerint "apja számos leszármazottja közül előnyben részesítették, tekintettel kiemelkedő fizikai tulajdonságaira és harci képességeire". Uralkodása állandó küzdelem volt a túlélésért. A krónikusok egyetértenek abban, hogy nem tett katonai hódítást, kivéve az idilli Garcilaso-t, aki megerősíti, hogy "nagy dolgokat tett", és belépett az Apurimac területére, amelyet akkoriban a hatalmas Chancák uraltak, ami miatt ez a behatolás aligha hiteles. Az Ayarmacák elleni háború folytatódott, és szembe kellett néznie a Huallák, Cuzco ősi lakóinak lázadásával is, akiket nagyapja, Manco Capac leigázott, és sikerült kiengesztelnie őket. Diplomáciájának köszönhetően jó kapcsolatokat tartott fenn a szomszédos curacazgókkal, megnyerve Huamay Samo (Huaro ura) és Pachachulla Wiracocha (Urcos ura) curacák, valamint az Ayarmacas egy szektorának (Tampucunca és Quilliscanchis ayllus) szimpátiáját, akikkel békét kötött. A további földek iránti igény, és ami még fontosabb, az általuk biztosított erőforrások először a negyedik császár, Mayta Capac (Mayta Qhapaq) uralkodása alatt váltak nyilvánvalóvá. Ennek az igénynek a 14. századi megjelenésének okai kétségtelenül összetettek, és valószínűleg egyetlen tényezős magyarázat sem elegendő. De az egyik lehetséges magyarázat abban a tényben rejlik, hogy a csapadékmennyiség ebben az időben kezdett nagyon enyhén csökkenni az Andok középső részén. Egy olyan területen, mint a Cuzco-völgy, ez azt jelentené, hogy a marginális mezőgazdasági területek egy részét vagy elhagyták, mert nem lehetett megfelelően öntözni, vagy kevésbé termelékenyek voltak, mint korábban.

### Lloque Jupanki utolsó évei
Azt mondják, hogy Lloque Jupanki majdnem elérte az öregkort, elárasztotta a szomorúság és a depresszió, amikor azt gondolta, hogy utód nélkül hal meg. Aztán úgy nézett ki, mint egy istenség, aki azt mondta neki: "Ne szégyelld, Lloque Yupanqui, mert nagy urak fognak leereszkedni tőled."